# Кьеврешен
Кьевреше́н (фр. Quiévrechain) — коммуна во Франции, регион О-де-Франс, департамент Нор, округ Валансьен, кантон Марли. Город расположен в 15 км к северо-востоку от Валансьена, в 4 км от автомагистрали A2, на границе с Бельгией.
Население (2017) — 6 366 человек.

## История
В 636 году король Дагоберт I передал монаху-бенедиктинцу Святому Ландлену (Landelin) ряд земель в районе Креспена для основания аббатства. Монахи построили на территории нынешнего Кьеврешена церковь и основали вокруг неё поселение.
В 1713 году по реке Онель, протекающей через Кьеврешен, была проведена граница между Францией и имперскими Нидерландами. Часть поселка оказалась на территории современной Бельгии — теперь это город Кьеврен. Кьеврешен играл важную роль пограничного и таможенного барьера, поскольку через него проходила главная дорога из Франции в Бельгию; эта функция была утрачена в 1972 году со строительством автомагистрали А2, проложенной в 5 км севернее Кьеврешена.
В XIX веке горнодобывающая компания Креспен открыла здесь угольную шахту, из которой вплоть до 50-х годов XX века производилась добыча угля. Как и большинство соседних населенных пунктов, Кьеврешен испытывает большие трудности после закрытия шахт; переориентация производств только частично решила проблему безработицы, уровень которой остается весьма высоким.

## Экономика
Структура занятости населения:
- сельское хозяйство — 4,0 %
- промышленность — 13,5 %
- строительство — 4,1 %
- торговля, транспорт и сфера услуг — 34,8 %
- государственные и муниципальные службы — 43,6 %

Уровень безработицы (2017) — 29,8 % (Франция в целом — 13,4 %, департамент Нор — 17,6 %). 

Среднегодовой доход на 1 человека, евро (2017) — 15 220 (Франция в целом — 21 110, департамент Нор — 19 490).

## Демография
Динамика численности населения, чел.

## Администрация
Пост мэра Кьеврешена с 2014 года занимает Пьер Гринер (Pierre Griner). На муниципальных выборах 2020 года возглавляемый им независимый список одержал победу в 1-м туре, получив 59,34 % голосов.
| Период | Период | Фамилия       | Партия                  | Примечания |
| ------ | ------ | ------------- | ----------------------- | ---------- |
| 1971   | 1977   | Антуан Бриш   | Разные правые           |            |
| 1977   | 2014   | Мишель Лефевр | Коммунистическая партия |            |
| 2014   |        | Пьер Гринер   | Разные правые           |            |